# Edmílson dos Santos Silva
Edmílson dos Santos Silva (geboren am 15. September 1982 in Salvador da Bahia) ist ein ehemaliger brasilianischer Fußballspieler.

## Karriere
Der 1,83 Meter große Stürmer begann seine Karriere 2001 bei SE Palmeiras in São Paulo, bei dem er für drei Jahre unter Vertrag stand. Seine ersten Ligaspiele für den Verein bestritt er 2003, das auch sein letztes Jahr beim Verein war. Danach wurde er für ein Jahr vom Japanischen Verein Albirex Niigata ausgeliehen, für den er 29 Ligaspiele absolvierte und 15-mal ins Tor traf.

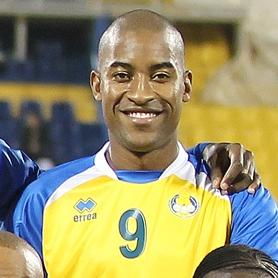
Edmílson 2012

Seine nächste Station war 2008 der Verein Urawa Red Diamonds, bei dem er bis 2011 unter Vertrag stand. Für die Red Diamonds bestritt er bis 2011 110 Liga Spiele und erzielte dabei 47 Tore. Anschließend spielte Edmílson für eine Saison beim Al-Gharafa Sports Club in Katar, 2012 für den FC Tokio, 2013 und 2014 für CR Vasco da Gama. 2015 startete er zunächst bei Red Bull Brasil unter Vertrag. Danach wechselte er mehrmals den Klub u. a. auch wieder nach Japan und kehrte zweimal zu RB Brasil zurück, wo er 2018 seine aktive Laufbahn beendete.